# Дванаеста крајишка ударна бригада
Дванаеста крајишка НО ударна бригада била је јединица НОВЈ активна од фебруара 1943. до краја рата.

## Увод

### Развој НОБ
Територијална ограниченост и везаност партизанских одреда за свој крај онемогућавала је преношење борбених дејстава у друге области и избегавање концентричних удара надмоћног непријатеља за време његових офанзива. За даље ширење устанка у Југославији и његово прерастање у општенародни ослободилачки рат, при постојању јаких окупационих и квислиншких снага, биле су потребне сталне, покретне јединице способне за маневар на било којем терену.

### Статут пролетерских НО бригада
Пионирску улогу у стварању регуларне народноослободилачке армије имала је 1. пролетерска НО ударна бригада. Она је формирана 21. децембра 1941. на основу стечених искустава из дотадашње оружане борбе, након пада Ужичке републике у јесен 1941., што је формулисано Статутом пролетерских народноослободилачких бригада који је прописао Врховни штаб НОВЈ и који је важио за све бригаде НОВЈ. Формација је предвиђала: штаб, који чине командант и политички комесар и њихови заменици; најмање 4 ударна батаљона јачине до 300 бораца, формираних у 3-4 ударне чете; пратећу чету са онолико митраљеских водова (од по 2 оруђа) колико је батаљона у бригади, 1 водом лаких и 1 водом тешких минобацача; артиљеријске јединице које се могу састојати из појединих оруђа и батерија (4 оруђа), па све до дивизиона; моторизоване јединице које се формирају по могућности; комору и санитет. Уз штаб бригаде, поред коњичког, пионирског и вода за везу, Статут је предвиђао и културне екипе за културно просветни и политички рад у јединицама и међу народом на терену. Прописана је црвена застава са српом и чекићем у горњем десном углу, петокраком звездом у средини и извезеним именом јединице.

### Од партизанских одреда ка бригадама
Од посебне важности било је наређење Врховног штаба да се у оквиру партизанских одреда стварају ударне чете и батаљони, као прелазни облик од одреда ка бригади. При формирању бригада, те ударне јединице обично су улазиле у њихов састав. Почасни назив ударна даван је само оним бригадама које су се посебно истакле у борби. У 1941. формирана је једна бригада (1. пролетерска); у 1942. формирано је укупно 37 бригада; у 1943. 76 бригада (расформирано 13 бригада); у 1944. 130 бригада (расформирано 13), а у 1945. још 16. нових бригада (расформирано 13). На крају рата било је укупно 220 бригада, од којих 14 пролетерских.

### Значај бригада у НОР
Јачина, састав, опрема и наоружање бригада били су различити у разним периодима НОР и разним крајевима где су бригаде водиле борбу. Тако је просечна јачина бригада у 1942. и 1943. била 800 бораца, а у 1944. око 950 бораца, с тим што су бригаде у Словенији и Македонији биле бројно слабије (500-600 бораца). Наоружање бригада било је лако пешадијско, са митраљезима и минобацачима; наоружаване су од плена из борби са непријатељем, делом из сопствених радионица, а тек од 1943. неке су наоружане и из савезничке помоћи.
По Титу, бригаде су биле оперативне јединице са стратегијским задацима; бригаде су биле способне и за партизанско и за фронтално ратовање (нарочито након формирања дивизија и корпуса НОВЈ), а биле су и комунистичке политичке школе, расадници кадрова за нове јединице НОВЈ, и упоришта КПЈ и НОП.

## Формирање
Дванаеста крајишка ударна НО бригада формирана је 2. фебруара 1943. као 12. крајишка НОУ полубригада (није било довољно људства за формирање бригаде) у коју су ушли 3. батаљон и пратећа чета 1. батаљона Пете крајишке бригаде и једна чета Друге крајишке бригаде. Имала је тада 2 батаљона са око 600 бораца. До 1. јуна 1943. била је у 4., а потом у 11. крајишкој дивизији НОВЈ.

## Ратни пут бригаде

### 1943
Од фебруара 1943. Бригада је дејствовала у области Подгрмеча и Поуња, где је у тешкој борби 1. јуна 1943. у Великој Рујишкој имала 35 погинулих и рањених. Од јуна дејствује у средњој Босни против четника, Немаца и домобрана, посебно дуж комуникације Бањалука-Котор Варош. Од бораца из средње Босне 13. јула формиран је 3. батаљон. У октобру и новембру извела је неколико успешних акција око Прњавора и Теслића и дуж комуникације Дервента-Добој-Теслић, а затим у нападу на Бањалуку 31. децембра 1943.

### 1944
Од 10. јануара 1944. Бригада је заједно са 1. пролетерском дивизијом нападала четнике и комуникације у долинама реке Босне, Врбаса, Укрине и Усоре. У другој половини 1944. учествовала је у ослобођењу Теслића (9. јула), а током августа прелази у источну Босну и у напорним маршевима преко Требаве, Озрена и Криваје избија у Власеницу, нападајући успут Бановиће. У септембру прелази преко Дрине у Србију, где учествује у ослобођењу западне Србије и у београдској операцији октобра 1944., када је похваљена од Врховног команданта. На Сремском фронту води значајне борбе у рејону Сремске Митровице крајем октобра, за Кукујевце и Шид 5. децембра, Ђелетовце и Слаковце 7. и 8. децембра и на реци Босуту 22-25. децембра.

### 1945
Бригада је наставила борбе на Сремском фронту код Ловаса (17. јануара 1945.) и Товарника (22. и 23. јануара), а затим у рејону Шида и Товарника током фебруара и марта 1945. После пробоја Сремског фронта Бригада наступа преко Плетернице, Славонске Пожеге и Пакраца у М.Марну (26. априла), и одмах ступа у оштре борбе на реци Илови. Гонећи непријатеља кроз Мославину, преко Забока и Трговишћа избија у рејон Цеља, где завршава свој борбени пут.

## Одликовања
За ратне заслуге Бригада је одликована Орденом заслуга за народ и Орденом братства и јединства.